# Trębowiec (gromada)
Trębowiec – dawna gromada, czyli najmniejsza jednostka podziału terytorialnego Polskiej Rzeczypospolitej Ludowej w latach 1954–1972.
Gromady, z gromadzkimi radami narodowymi (GRN) jako organami władzy najniższego stopnia na wsi, funkcjonowały od reformy reorganizującej administrację wiejską przeprowadzonej jesienią 1954 do momentu ich zniesienia z dniem 1 stycznia 1973, tym samym wypierając organizację gminną w latach 1954–1972.
Gromadę Trębowiec siedzibą GRN w Trębowcu (obecnie są to dwie wsie: Trębowiec Duży i Trębowiec Mały) utworzono – jako jedną z 8759 gromad na obszarze Polski – w powiecie iłżeckim w woj. kieleckim, na mocy uchwały nr 13k/54 WRN w Kielcach z dnia 29 września 1954. W skład jednostki weszły obszary dotychczasowych gromad Osiny i Trębowiec ze zniesionej gminy Mirzec w tymże powiecie; ponadto lasy państwowe nadleśnictwa Szydłowiec (obszar gromady Trębowiec odpowiada dzisiejszemu specyficznemu "cyplowi" gminy Mirzec w woj. świętokrzyskim, otoczonemu od trzech stron przez woj. mazowieckie). Dla gromady ustalono 15 członków gromadzkiej rady narodowej.
31 grudnia 1961 gromadę zniesiono, a jej obszar włączono do gromady Mirzec.